# 가미이와데촌
가미이와데촌(일본어: 上岩出村)은 일본 와카야마현 나가군에 설치되었던 촌이다. 현재의 이와데시에 해당한다.